# Переносины
Переносины (бел. Пераносіны) — деревня в Барановичском районе Брестской области Белоруссии. Входит в состав Жемчужненского сельсовета. Население — 34 человека (2023).

## Этимология
Поселение, перенесённое на новое место по различным причинам, либо старые волоки.

## География
Находится в 26 км по автодорогам к западу-северо-западу от города Барановичи и в 13,5 км по автодорогам к северо-западу от центра сельсовета, агрогородка Жемчужный. На территории деревни расположен исток реки Сокульница, левого притока реки Исса. К юго-востоку от деревни берёт начало река Прушиновка. Имеется ферма крупного рогатого скота, также к деревне относится детский лагерь «Дружба», расположенный на территории Полонковского сельсовета.

## История
В 1788 году упоминается под названием Заречье. По переписи 1897 года — деревня Переносины Новомышской волости Новогрудского уезда Минской губернии, 20 дворов. В 1909 году — 28 дворов. На карте 1910 года к югу от деревни расположено урочище Согельниково.
С 1921 года — в гмине Новая Мышь Барановичского повета Новогрудского воеводства Польши. По переписи 1921 года в деревне числилось 19 жилых и 1 прочее обитаемое здание, в которых проживало 99 человек (45 мужчин, 54 женщины), из них 98 поляков и 1 белорус (по вероисповеданию — 66 православных и 33 римских католика).
С 1939 года в составе БССР. С 15 января 1940 года в Новомышском районе Барановичской, с 8 января 1954 года Брестской области, 8 апреля 1957 года район переименован в Барановичский.
С конца июня 1941 года до июля 1944 года деревня оккупирована немецко-фашистскими захватчиками. На фронтах войны погибли 20 сельчан.
До 22 марта 1962 года входила в состав Полонковского сельсовета, до 18 марта 1985 года — в состав Перховичского сельсовета.

## Население
По состоянию на 1 января 2023 года в деревне проживало 34 человека в 22 хозяйствах, в том числе 6 моложе трудоспособного возраста, 17 — в трудоспособном возрасте и 11 — старше трудоспособного возраста.
| Численность населения (по годам) | Численность населения (по годам) | Численность населения (по годам) | Численность населения (по годам) | Численность населения (по годам) | Численность населения (по годам) | Численность населения (по годам) | Численность населения (по годам) | Численность населения (по годам) |
| 1897                             | 1909                             | 1921                             | 1939                             | 1959                             | 1970                             | 1999                             | 2009                             | 2019                             |
| -------------------------------- | -------------------------------- | -------------------------------- | -------------------------------- | -------------------------------- | -------------------------------- | -------------------------------- | -------------------------------- | -------------------------------- |
| 128                              | ↗226                             | ↘99                              | ↗142                             | ↗336                             | ↘269                             | ↘97                              | ↘58                              | ↘55                              |